# Otto Graf Lambsdorff
Otto Graf Lambsdorff (ur. 20 grudnia 1926 w Akwizgranie, zm. 5 grudnia 2009 w Bonn) – niemiecki polityk i prawnik, działacz Wolnej Partii Demokratycznej (FDP) i jej lider w latach 1988–1993, poseł do Bundestagu, minister gospodarki (1977–1984, z krótką przerwą w 1982).

## Życiorys
Kształcił się w szkołach w Berlinie i Brandenburgu an der Havel. W okresie II wojny światowej żołnierz Wehrmachtu. Został poważnie ranny, co skutkowało amputacją części jednej z nóg. Wzięty do niewoli, zwolniony w 1946. Po maturze w Unnie studiował prawo oraz nauki polityczne na uniwersytetach w Bonn i Kolonii. Zdał państwowe egzaminy prawnicze I i II stopnia, uzyskał także doktorat z zakresu prawa. Podjął praktykę w zawodzie adwokata.
W 1951 wstąpił do Wolnej Partii Demokratycznej, stopniowo awansował w partyjnej strukturze. W 1972 po raz pierwszy wybrany na posła do Bundestagu, mandat deputowanego odnawiał w kolejnych wyborach, zasiadając w niższej izbie niemieckiego parlamentu do 1998. Od października 1977 do września 1982 był ministrem gospodarki w drugim i trzecim rządzie Helmuta Schmidta. W październiku 1982 powrócił na to stanowisko w nowym rządzie kierowanym przez Helmuta Kohla. Funkcję tę pełnił również w drugim gabinecie tego kanclerza do czerwca 1984.
Ustąpił ze stanowiska ministra w związku ze skandalem politycznym nazwanym Flick-Affäre, gdy pojawiły się wobec niego zarzuty łapówkarstwa. Ostatecznie w 1987 został uniewinniony od zarzutów korupcyjnych, wymierzono mu natomiast grzywnę za przestępstwa podatkowe związane z finansowaniem FDP.
W latach 1988–1993 był przewodniczącym Wolnej Partii Demokratycznej, po czym został honorowym przewodniczącym tego ugrupowania. Wchodził w skład rady nadzorczej Lufthansy, w latach 1995–2006 przewodniczył Fundacji im. Friedricha Naumanna. W latach 1999–2001 był pełnomocnikiem kanclerza Gerharda Schrödera do spraw powołania fundacji zajmującej się odszkodowaniami dla robotników przymusowych w III Rzeszy.
W działalność polityczną zaangażował się również jego krewny Alexander Graf Lambsdorff.